# Fiordmoss
Fiordmoss je česko-norská elektro-indie skupina sídlící v Berlíně. Ve svém zvuku kombinují elektronickou a akustickou složku, prvky rocku, popu a techna.

## Historie
Skupinu založili v roce 2008 studenti videoartu a intermédií brněnské Fakulty výtvarných umění Petra Hermanová a Roman Přikryl. Hermanová dříve působila v akustickém duu Siren, které založila spolu s Markétou Irglovou, Přikryl vycházel z DJského prostředí a věnoval se tvorbě elektronické hudby.
Na první EP Gliese z roku 2010 zařadila skupina pět vlastních písní, šestá skladba byla coververze Your Face od Glena Hansarda. Na druhém EP Ink Bitten zakládající dvojici doplnil kytarista Jan Boroš, který byl součástí kapely od roku 2010, kdy převzal hraní na kytaru na turné. Petra Hermanová byla v roce 2011 vybrána na prestižní Red Bull Music Academy v Madridu.  Skupina vešla ve známost jako předskokani uskupení Midi lidi. Pravidelně koncertovala po Evropě od Německa, přes Polsko až k Rumunsku.
V roce 2012 se skupina se stala objevem roku prvního ročníku hudebních cen Vinyla. Ten samý rok se kapela přesunula do Berlína, kde navázala spolupráci s norským hudebníkem Jon-Eirikem Boskou a ten se stal jejím bubeníkem. Videoklipy k novým písním Motheland a Madstone již v během roku 2016 avizovaly práci na novém albu. To nakonec vyšlo v následujícím roce pod názvem Kingdom Come.  V březnu 2018 za ni Fiordmoss získali Cenu Anděl v kategorii elektronika. Ačkoliv skupina nikdy nevydala oficiální prohlášení o ukončení společné činnosti, tak od vydání alba nevystupuje a nezveřejňuje ani nové nahrávky.

## Vizualita
Skupina je známá důrazem na vizuální stránku prezentace. Během Gliese turné používali statické projekce od české kreslířky a ilustrátorky Veroniky Vlkové, která později vytvářela mimo jiné vizuální materiály pro hudebníka Floexe. Na pozdějším Ink Bitten turné pak skupina využívala výhradně projekcí bílé barvy a od roku 2013 koncerty zahalovala do červené mlhy. Na obalech k albům skupina spolupracovala s grafikem Lubošem Valčíkem (Gliese, Ink Bitten) a fotografkou Teri Varhol (Ink Bitten). Fotografem skupiny je Jan Durina. Stejní autoři se podíleli také na videoklipech k písním: např. Vlková výtvarně stála i za videoklipem Tigermy a Teri Varhol za hudebním klipem Motheland. Skupina také podporovala mladé módní návrháře jako MONGOL (Monika Přikrylová), Esha a Maria Cukor.

## Diskografie
- 2010 Gliese EP
- 2012 Ink Bitten EP[11]
- 2017 Kingdom Come